# Genio y figura (película)
Genio y figura  es una película de comedia familiar mexicana de 1952 producida, escrita y dirigida por Fernando Méndez, y protagonizada por Luis Aguilar, Antonio Badú, Esther Fernández, Evangelina Elizondo, Linda Cristal y Gloria Mestre.

## Argumento
Cuando la embarazada Esther recibe algunas malas noticias de su médico, le aconseja que visite una clínica en la Ciudad de México, por lo que recluta al marido Antonio para que la lleve de inmediato, junto con su hermano Luis. Tan pronto como los hombres la dejan en el hospital, llegan a una discoteca local y se divierten, y cuando salen del club en compañía de una bailarina sexy, son asaltados completamente: los criminales incluso roban a las víctimas su ropa. Llevados en la comisaría de policía y documentados a lo largo del camino, su fotografía aparece en el periódico al día siguiente, que Esther ve. Los hombres tendrán mucho que explicar cuando lleguen a la clínica para recoger a Esther.

## Reparto
- Luis Aguilar - Luis
- Antonio Badú - Antonio
- Esther Fernández - Esther
- Evangelina Elizondo - Victoria
- Linda Cristal - Rosita
- Gloria Mestre - Alicia
- Miguel Ángel Ferriz Sr.
- Aurora Walker
- Manolo Noriega
- Salvador Quiroz
- Pascual García Peña